# 加拿大官方與原住民關係及北方事務部

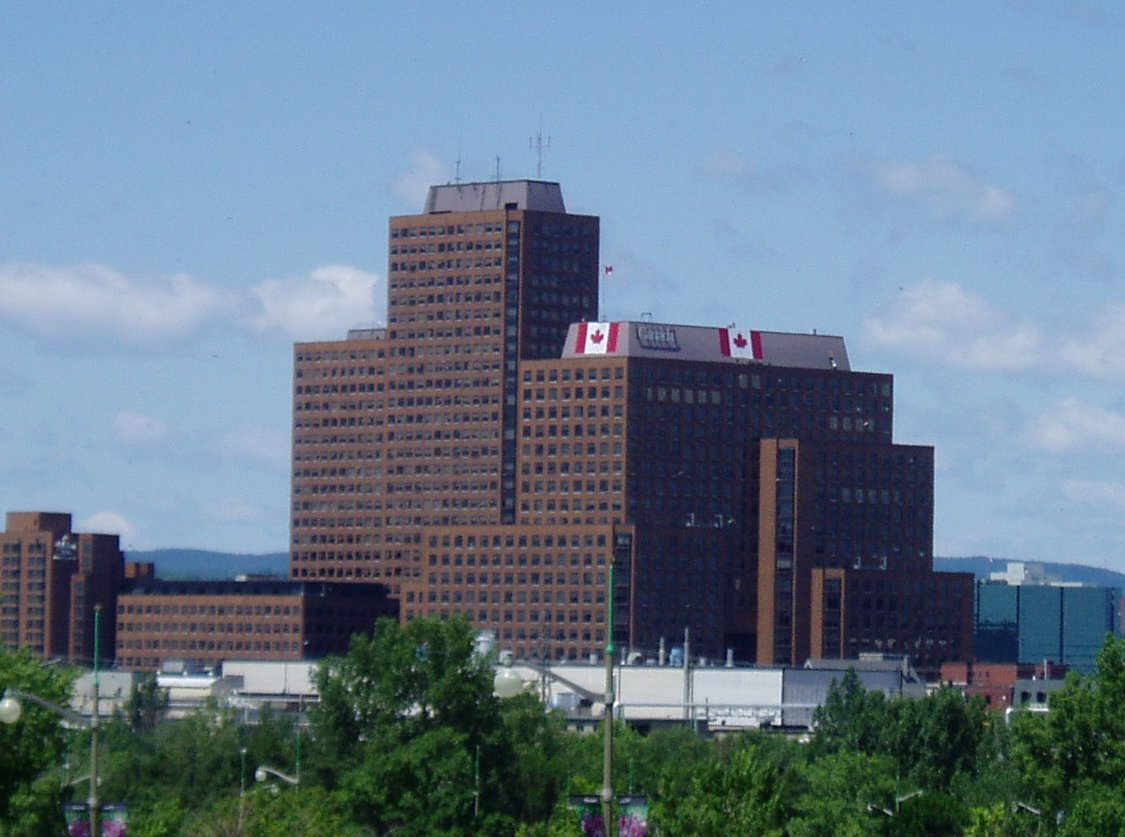
绍迪耶尔台是該部門總部所在地，位於魁北克省加蒂諾。

加拿大官方與原住民關係及北方事務部（英語：Department of Crown-Indigenous Relations and Northern Affairs，簡稱）是加拿大政府負責管理加拿大北部領土的部門，也是負責加拿大原住民相關政策的兩個部門之一（另一個是加拿大原住民服務部）。其前身為加拿大印地安及北方事務部。
官方與原住民關係及北方事務部由兩名內閣部長監管，即官方與原住民關係部長（其職責包括條約權利及土地談判）和北方事務部長。 官方與原住民關係及北方事務部總部位于魁北克加蒂諾市中心的绍迪耶尔台政府合署。

## 重組印第安事務及北方發展部
2017年8月，賈斯汀·杜魯多內閣宣布解散印第安事務及北方發展部，並宣布解散的部門將由原住民服務部和官方與原住民關係及北方事務部取代。該決定於2019年7月15日生效。過渡不是即時的，最初是由樞密院頒令（Orders-in-Council）分離職權，設立新部門的正式立法則於2019年7月通過。
根據杜魯多的說法，重組的理由是「加拿大原住民及北方事務部的現有結構是以圍繞着《印第安法令》（Indian Act）的方法創建的，是圍繞着我們最初與原住民接觸的方式，這在很大程度上被視為一種家長式的、殖民式的方式」。 新部門與1996年皇家原住民委員會（Royal Commission on Aboriginal Peoples）的建議一致，目的為顯著改善政府服務的提供及促進原住民自治的實現。

## 名稱
自1970年代以來，加拿大人開始使用「第一民族」以替代「印第安人」這個被部分人認為具有冒犯性的詞。然而，「印第安人」一詞仍出現於歷史和法律文件、加拿大憲法和聯邦法規中，例如《印第安法令》所定義的印第安人身份。加拿大原住民事務和北部發展部使用「因紐特人」一詞來指代「加拿大北部的原住民」，並表示「這個詞在因紐特語中意為『人』」。「愛斯基摩人」一詞亦出現在有關加拿大因紐特人的歷史文獻中，但被部分人認為不妥。「原住民」一詞通常用於統稱三個原住民族（第一民族、因紐特人和梅蒂人）。部分居住在加拿大境內的原住民也使用這一詞，他們聲稱擁有原住民地區主權或原住民土地業權。

## 部門任務
CIRNAC是聯邦政府部門之一，負責履行加拿大政府對第一的民族、因紐特人和梅蒂人的義務和承諾，並履行聯邦政府在北方的憲制責任。該部門的職責在很大程度上取決於加拿大原住民法律，包括眾多成文法規、談判協議及相關法律決定。該部門的大部分項目（佔其支出的大部分）都是通過與原住民社區的合作以及聯邦與省之間的或聯邦與地區之間的協議來實施的。CIRNAC還與城市原住民、梅蒂人和無印第安身份的印第安人（其中許多人生活在農村地區）合作。
CIRNAC支持原住民（第一民族、因紐特人和梅蒂人）及加拿大北部居民努力：
- 改善社會福祉和經濟繁榮；

- 發展更健康、更可持續的社區；

- 更充分地參與加拿大的政治、社會和經濟發展，造福所有加拿大人。[9]

CIRNAC還透過聯邦對話員辦事處（Office of the Federal Interlocutor）與城市原住民、梅蒂人和未具印地安身份之印第安人（其中許多人生活在農村地區）合作。CIRNAC還管理聯邦土地資源，包括土地及地下資源的租賃，以及資源開採權。

## 組織
官方與原住民關係及北方事務部在10個省及地區設有辦事處，辦事處任務包括負責處理石油和天然氣租賃等。這些辦事處可以進一步分為專管條約、原住民政府、土地與經濟發展，以及教育與社會發展的各個部門。北方事務部僅在西北地區和努納武特地區設有地方辦事處。